# Corozal Bay
Corozal Bay – jednomandatowy okręg wyborczy w wyborach do Izby Reprezentantów, niższej izby parlamentu Belize. Obecnym reprezentantem tego okręgu jest polityk Zjednoczonej Partii Demokratycznej Pablo Marin.
Okręg Corozal Bay znajduje się dystrykcie Corozal w północno-wschodniej części kraju. 
Utworzony został w roku: 1984.

## Posłowie
| Rok   | Poseł            |  | Partia |
| ----- | ---------------- |  | ------ |
| 1984  | Israel Alpuche   |  | UDP    |
| 1989  | Juan Vildo Marin |  | PUP    |
| 1993  | Juan Vildo Marin |  | PUP    |
| 1998  | Juan Vildo Marin |  | PUP    |
| 2003  | Juan Vildo Marin |  | PUP    |
| 2008. | Pablo Marin      |  | UDP    |
| 2012  | Pablo Marin      |  | UDP    |